# قليتش خانلو
قليتش خانلو (بالإنجليزية: Qelich Khanlu)‏ هي مستوطنة تقع في قسم انغوت الغربي الريفي في إيران. يقدر عدد سكانها بـ 137 نسمة .